# Rosa van Gool
Rosa van Gool (Leiden, 9 februari 2004) is een Nederlands voetbalspeelster. Ze speelt als middenvelder voor Everton FC in de Super League.

## Clubcarriere
Van Gool werd geboren in Leiden, maar groeide op in Sassenheim. Van Gool begon haar voetballoopbaan bij Ter Leede in Sassenheim alvorens ze in 2019 overstapte naar de jeugdopleiding van AFC Ajax. Op 16 oktober 2022 maakte van Gool haar debuut voor Ajax in de uitwedstrijd tegen ADO Den Haag door in te vallen voor Victoria Pelova. Op 5 mei 2023 tekende van Gool haar eerste contract voor Ajax tot medio 2025.
In de voorbereiding op het seizoen 2024/25 liep Van Gool een blessure op, waardoor ze een groot gedeelte van de eerste seizoenshelft moest missen. In november 2024 maakte ze haar rentree. Van Gool maakte op 9 maart 2025 haar eerste doelpunt voor Ajax in een thuiswedstrijd tegen sc Heerenveen.
Op 30 juni tekende Van Gool een contract bij het Engelse Everton FC.

## Statistieken
| Seizoen | Club     | Land      | Competitie         | Wedstrijden | Doelpunten |
| ------- | -------- | --------- | ------------------ | ----------- | ---------- |
| 2021/22 | AFC Ajax | Nederland | Vrouwen Eredivisie | 1           | 0          |
| 2022/23 | AFC Ajax | Nederland | Vrouwen Eredivisie | 14          | 0          |
| 2023/24 | AFC Ajax | Nederland | Vrouwen Eredivisie | 22          | 0          |
| 2024/25 | AFC Ajax | Nederland | Vrouwen Eredivisie | 18          | 2          |
| Totaal  | Totaal   | Totaal    | Totaal             | 55          | 2          |

Laatste update: 30 juni 2025